# Giovanni Felder

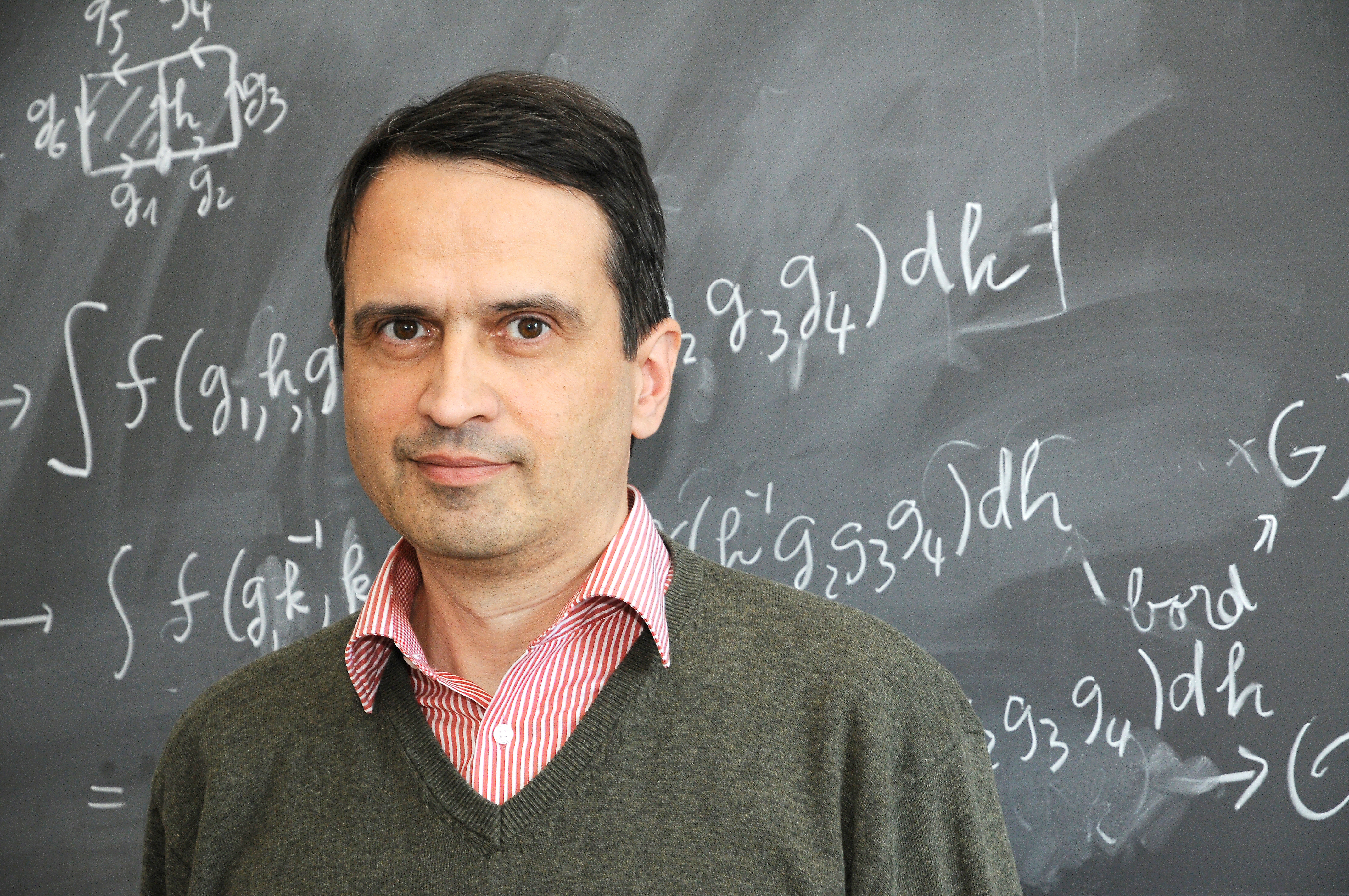
Giovanni Felder (2013)

Giovanni Felder (* 18. November 1958) ist ein Schweizer mathematischer Physiker, Mathematiker und Hochschullehrer.
Felder besuchte die Schule in Lugano und Willisau Land. Er studierte an der ETH Zürich, wo er 1986 bei Jürg Fröhlich (und Konrad Osterwalder) promoviert wurde (Renormalization Group, Tree Expansion, and Non-renormalizable Quantum Field Theories). Als Post-Doktorand war er am IHES. Nach Tätigkeit als Oberassistent an der ETH und Aufenthalten am Institute for Advanced Study und am Institute of Theoretical Physics der University of California, Santa Barbara wurde er Assistenzprofessor für Mathematik an der ETH. 1994 bis 1996 war er Professor für Mathematik an der University of North Carolina. Er ist seit 1996 ordentlicher Professor für Mathematik an der ETH.
In den 1980er Jahren befasste er sich mit Krzysztof Gawedzki und Antti Kupiainen mit der Geometrie von Wess-Zumino-Witten-Modellen in der konformen Feldtheorie und später unter anderem mit verschiedenen integrablen Modellen der mathematischen Physik (Quantenfeldtheorie und statistischer Mechanik) und dabei sich ergebenen speziellen Funktionen (wie der elliptischen Gammafunktion, einer Verallgemeinerung der Gammafunktion, die mit elliptische Kurven verbunden ist) und Symmetrien (wie elliptische Quantengruppen) und mit Deformierungsquantisierung. Mit Alberto S. Cattaneo gab er 2000 eine Wegintegral-Interpretation der Deformierungsquantisierung von Poisson-Mannigfaltigkeiten von Maxim Konzewitsch. Er arbeitet unter anderem mit Alexander Varchenko zusammen.
1994 war er Invited Speaker auf dem Internationalen Mathematikerkongress in Zürich (Conformal field theory and integrable systems associated to elliptic curves). Er ist Fellow der American Mathematical Society. 2012 wurde er zum ordentlichen Mitglied der Academia Europaea gewählt.
Seit 2013 ist er Direktor des Institute for Theoretical Studies an der ETH Zürich.
Zu seinen Doktoranden gehört Thomas Willwacher.